# Svjatoslav di Karačev
Svjatoslav Titovič (in russo Святослав Титович?) o Svjatoslav di Karačev (... – dopo il 1376) è stato principe di Karačev.
Era il figlio primogenito del principe Tit Mstislavič o di Tit Fëdorovič.

## Biografia
Fu presumibilmente durante il mandato di Svjatoslav che il suo principato finì conquistato dalla Lituania. A seguito di questo evento, Svjatoslav divenne vassallo del granduca Algirdas e sposò una delle sue figlie prima del 1360. Stando a quanto riportano le fonti, fu un principe abbastanza forte e rispettato.

## Discendenza
Svjatoslav Titovič sposò la principessa lituana Teodora (morta nel 1377), figlia del granduca lituano Algirdas e della principessa di Vicebsk, Maria. Da questo matrimonio nacquero diversi figli:
- Jurij, principe attivo in Moscovia
- Mstislav, principe di Karačev
- Fedor, principe di Karačev

Alcune fonti specificano altri due figli, ovvero Vasilij e Svjatoslav.
Suo figlio Mstislav e poi suo nipote Ivan Mstislavič, soprannominato Hotet, ricevettero la città di Khotetov e la incorporarono ai possedimenti circostanti a Karačeh. Ivan Mstislavovič era sposato con Julijona (1375-1448), figlia di Jonas Alšėniškis, che dopo la sua morte sposò il granduca lituano Vitoldo il Grande.
Il figlio di Ivan Mstislavovič, il principe Mikhail Ivanovič, ricevette il titolo di principe di Chotetov e servì Mosca. La famiglia dei Chotetovskij discendeva da lui, ma non occupava una posizione di spessore nella Moscovia. La nobile discendenza dei Chotetovskij si estinse nel 1711.